# مینلینو
مینلینو (انگلیسی: Minlino) یک شهرک در شهرستان بورایفسکی باشقیرستان کشور روسیه است.